# Jannick Lupescu
Jannick Lupescu (* 16. Juli 1993 in Dordrecht) ist ein ehemaliger niederländischer Tennisspieler. Als Junior gewann er 2010 den Doppeltitel bei den Australian Open.

## Karriere
Lupescu spielte bis 2011 auf der ITF Junior Tour. Sein bestes Ergebnis bei Grand-Slam-Turnieren war im Einzel das Erreichen des Achtelfinals 2010 bei den French Open. Der größte Erfolg im Einzel war aber 2010 der Einzug ins Finale des Orange Bowl. Anfang 2010 gewann er mit seinem Landsmann Justin Eleveld den Titel in der Doppelkonkurrenz der Australian Open. In der Jugend-Rangliste erreichte er mit Rang 9 seine höchste Notierung.
Bei den Profis spielte Lupescu von 2009 bis 2013 Turniere der ITF Future Tour. Er erreichte 2010 einmal das Halbfinale im Einzel eines Futures, im Doppel zog er zweimal ins Endspiel ein, einmal blieb er siegreich. In der Tennisweltrangliste beendete er einzig 2010 im Einzel und 2011 im Doppel das Jahr in den Top 1000.